# Östergötlands runinskrifter 32
Runinskrift Ög 32 är en runsten som står i ett öppet odlingslandskap nära Å kyrka i Å socken, Östergötland. Ytterligare två runstenar står här på åskammen, nämligen Ög 31 och Ög 33.

## Stenen
Den höga, pelarlika stenen är av ljus granit, höjden är 230 cm, bredden 55 cm och tjockleken 70 cm. Ristningen består av en ormslinga med runor, som kryper runt hela stenen i dess ytterkant. Stilen med en orm sedd uppifrån kallas Fågelperspektiv. Stenen saknar det traditionella kristna korset. Den översatta runinskriften lyder enligt nedan:

## Inskriften
- Runsvenska: sin * uk (:) þurburn : uk : satar : þR : ritu : stin : þina iftR * þurkl * brþr * sin * su(n) (*) s(i)--m
- Normaliserad: Svæinn/Stæinn ok Þorbiorn ok Sandarr þæiR rettu stæin þenna æftiR Þorkel, broður sinn, sun si-m
- Nusvenska: Sven (?) och Torbjörn och Sandar, de reste denna sten efter Torkel, sin broder, son till systern.